# Вусач-рамнузій двоколірний
Дупляник двоколірний (лат. Rhamnusium bicolor, Schrank, 1781 = Rhamnusium salicis Fabricius = Rhamnusium gracilicorne Théry, 1894) — вид жуків з родини Скрипунових. Імаго досягає 15-23 мм; забарвлення руде з синьо-металічними надкрилами. Личинка розвивається у деревині листяних дерев, які мають дупла або значні відмирання на стовбурі.

## Поширення
Хорологічно Rh. bicolor належить до групи європейських видів у складі європейського зоогеографічного комплексу. Поширений на території всієї Європи, заході Росії, на Кавказі, в Туреччині.
В Україна поширений головно у лісовій і лісостеповій зонах.
У Карпатському регіоні вид приурочений до листяних лісів і в основному поширений у передгірних районах Прикарпаття та Закарпаття, іноді може траплятися і в гірських районах Ґорґан, Бескид, Свидівця та ін.

## Екологія
Літ триває з червня по серпень. Дорослі комахи не живляться. Часто зустрічаються на стовбурах дерев, де відбувається виплід та розмноження.

## Морфологія

### Імаго
Жуки середніх розмірів, довжиною 15-23 мм. Тіло видовжене. Голова з різкою перетяжкою позаду скронь, в результаті чого останні сильно виступають, на кшталт вусачів-раґіїв. Очі глибоко виїмчасті. Вусики короткі, і не заходять далі, ніж за основу надкрил. Передньоспинка з різко виділеними боковими горбиками. Надкрила в дрібній поцяткованості, металево-сині. Забарвлення тіла жовто-руде, іноді буро-червоне до, майже, чорного.

### Личинка
Личинка Rh. bicolor досягає 30-35 мм в довжину і 5 мм в ширину. Тіло в густих коротких щетинках. З кожної сторони голови по одному вічку. Вусики короткі, тричленикові. Верхня губа — широка, овальна, при основі склеротизована. Основа пронотуму є сильно зморшкуватою. Мозолі на 1-7-у терґітах черевця дрібно ґранульовані: з дорзальної сторони в чотири ряди, а з вентральної — в два ряди. Дев'ятий членик черевця зі шкірястим виростом, який озброєний двома зубцями.

## Життєвий цикл
Личинка розвивається у сухій деревині листяних, часто у всохлих гілках живих дерев. Генерація триває 2-4 роки.